# Amauris nossima
Amaúris nóssima — вид бабочек из семейства нимфалид и подсемейства данаид. Вид встречается на Коморских островах и Мадагаскаре. По данным Всемирного союза охраны природы, этот вид находится в категории VU — уязвимых.